# 李日輔
李日輔（16世紀—17世紀），字元卿，南昌府南昌縣人，明朝、南明政治人物。

## 生平
李日輔是萬曆四十三年（1615年）的舉人，獲授成都推官。奢崇明謀反，他和朱燮元商議兵事，自己帶領精銳士兵直往佛圖關抓拿奢崇明，收復重慶，轉任南京雲南道御史。崇禎四年（1631年），宦官王坤、張彝憲等任調派外地，李日輔上疏指出崇禎帝不應該再次重用宦官，遭貶為廣東布政照磨，朝廷大臣互相上奏論救他，崇禎帝也不聽。弘光帝繼位，和李右讜一同恢復原職；南京淪陷，他在西山隱居，潛心研究濂學、洛學，和僧人居住士多年後才去世。

## 引用
1. 1 2  錢海岳《南明史·卷三十三·列傳第九》：李日輔，字元卿，南昌人。萬曆四十三年舉於鄉。授成都推官。奢崇明反，與朱燮元計兵事，單騎直往，率銳卒取佛圖關，禽崇明，復重慶。遷南京雲南道御史。
2. ↑  錢海岳《南明史·卷三十三·列傳第九》：崇禎四年，王坤、張彝憲等四出，日輔疏言：

  爾者一日遣內臣四，尋又遣用內臣五，非兵機則要地也。廷臣方交章，而登島、陝西又有二奄之遣，假專擅之權，駭中外之聽，啟水火之隙，開佞附之門，灰任事之心，藉委卸之口，臣實為寒心。陛下踐祚初，盡撤內臣，中外稱聖。昔何撤，今何遣？天下多故，擇將為先。陛下不築金臺招頗、牧，乃汲汲內臣是遣，曾何補理亂之數哉？

上怒，謫廣東布政炤磨。廷臣交章論救，不聽。安宗立，與李右讜俱起故官。南京亡，隱西山，潛心濂雒，一僕與居，尋與僧共居十餘年而卒。